# Nośnik funkcji
Nośnik funkcji – domknięcie zbioru argumentów funkcji, dla których ma ona wartość różną od zera.

## Definicja
Jeśli {\displaystyle X} jest przestrzenią topologiczną oraz {\displaystyle f\colon X\to \mathbb {C} ,} to zbiór
{\displaystyle \operatorname {supp} f:=\operatorname {cl} \{x\in X:f(x)\neq 0\},}
gdzie {\displaystyle \operatorname {cl} } oznacza domknięcie zbioru, nazywamy nośnikiem funkcji {\displaystyle f.}